# Princesse Shéhérazade
Princesse Shéhérazade est une série télévisée d'animation française en 52 épisodes de 25 minutes créée par Marie-France Brière, produit par Carrère groupe, Anabase Production et Télé-München, diffusée à partir du 21 décembre 1996 sur France 2, puis sur France 5 dans l'émission Midi les Zouzous en 2008.

## Synopsis
Accompagnée de son éfrit Till qui a le pouvoir de se transformer, la princesse Shéhérazade raconte ses aventures à travers le monde des Mille et Une Nuits... 

## Distribution

### Voix françaises
- Emmanuelle Pailly : Shéhérazade
- Dimitri Rougeul : Till (1er voix)
- Paul Nivet : Till (2e voix)
- Damien Witecka : Nour
- Denis Laustriat : Prince Silmane
- Michel Muller : M. Christine
- Luq Hamet : Glou, Boulboul
- Michel Barbey : Faux Frère
- Gérard Rinaldi puis Michel Dodane : Abou Kir
- Edgar Givry : le cousin de Till
- Jean-Luc Kayser puis Michel Dodane : Keskes
- Luc Bernard : Georgirus, le Maître des aimants
- Bernard Lanneau : l'arbre chanteur
- Patrice Dozier : Abou Sir
- Henri Labussière : Ravi
- Barbara Tissier : voix additionnelles
- Emmanuel Curtil : Fahrid (épisode 31)

## Production
Pour sa réalisation, Marie-France Brière, interpellée par la production de ALIF- les éditions de la Méditerranée (Tunisie), confiera à Viviane Bettaieb (responsable du département enfants des éditions ALIF) la constitution d'une équipe de co-scénaristes. L'équipe sera franco-tunisienne et sera constituée de Viviane Bettaieb, Mohamed-Salah Bettaieb, Bruno Fourure, Shah Hamzaoui. Elle aura la responsabilité de l'écriture des scénarios, des chansons, de la réalisation des dessins des personnages principaux et des décors. Elle assurera également le suivi dans les ateliers d'Angoulême. L'écriture se fera entre Tunis et Angoulême, les storyboards seront réalisés par Bruno Le Floc'h. L'animation sera réalisée en Corée du nord par le studio SEK. Son générique est interprété par la chanteuse Amina. La musique des chansons a été écrite par Gérard Pullicino.
La série est commercialisée dans le monde entier par la société française Carrere Group D.A.

## Épisodes

### Saison 1 (1996)
1. Le pou magique
2. Gigi le gondolier
3. Le barbier et le teinturier
4. Glou l'Éfrit
5. Sourire de lune
6. La cité perdue
7. De l'autre côté de la pastèque
8. Le paresseux du roi
9. Os mou
10. Les trois princesses
11. Boulboul l'oiseau parleur
12. Le cousin de Till
13. L'Efrit Georgirus
14. La rose marine
15. Till est amoureux
16. Les babouches d'Abou Kacem
17. Les trois chasseurs
18. Drôle de soleil
19. Le maître des aimants
20. Le roi justicier
21. La magicienne Almana
22. Du poil du fil et de la plume
23. Tatie Chourave
24. La légende du cerf royal
25. La tour des vents
26. On a volé l'Alhambra

### Saison 2 (1998)
1. Nour et Shéhérazade
2. L'enlèvement de Nour
3. Le cadeau d'anniversaire
4. L'empreinte assassine
5. Le luth magnifique
6. L'araignée tisse sa toile
7. Le serpent à deux têtes
8. Mission scientifique
9. Stalagmites
10. La mauvaise nouvelle
11. La piste des éléphants
12. Le sceptre de Petra
13. Copie non conforme
14. La chasse aux Éfrits
15. Anaid
16. Le miroir à deux faces
17. Le puits d'amour
18. La machine à faire semblant
19. La toghra du sultan
20. La note universelle
21. La marche forcée
22. Le mil et le sel
23. Roxanour
24. Naour
25. Le Togonourchi
26. Till et Tilta